# Boccardia fleckera
Boccardia fleckera är en ringmaskart som beskrevs av Anne D. Hutchings och Turvey 1984. Boccardia fleckera ingår i släktet Boccardia och familjen Spionidae. Inga underarter finns listade i Catalogue of Life.